# Гринвејл (Њујорк)
Гринвејл (енгл. Greenvale) насељено је место без административног статуса у америчкој савезној држави Њујорк.

## Демографија
По попису из 2010. године број становника је 1.094, што је 1.137 (-51,0%) становника мање него 2000. године.
| Група             | 2000.         | 2010.       |
| Белци             | 1.387 (62,2%) | 687 (62,8%) |
| Афроамериканци    | 284 (12,7%)   | 21 (1,9%)   |
| Азијати           | 234 (10,5%)   | 206 (18,8%) |
| Хиспаноамериканци | 292 (13,1%)   | 149 (13,6%) |
| Укупно            | 2.231         | 1.094       |